# 2-プロパノール
2-プロパノール (2-propanol) は、第二級アルコールの一種である。プロパノールの2種類の構造異性体のうちの一つである。消防法に定める第4類危険物 アルコール類に該当する。別名、イソプロパノール、イソプロピルアルコール、IPA。溶媒、殺菌に使われ、エタノールより安価。

## 化合物名
IUPAC命名法により名付けられる化合物名には、化合物の構造から系統的に決まる組織名（系統名）と、いくつかの基本的な化合物や構造に使用が認められた慣用名（許容慣用名とそれ以外）とがある。この化合物の場合は2-プロパノール (2-propanol)、プロパン-2-オール (propan-2-ol) が組織名で、イソプロピルアルコール（isopropyl alcohol、基官能命名法）は慣用名から誘導した化合物名である。IUPAC命名法では双方とも利用は認めているが、組織名（2-プロパノール）を使用することを推奨している。ただ、IUPAC命名法にはよらないが、「s-プロピルアルコール」、「sec-プロピルアルコール」(secondary propyl alcohol)、あるいはまた日本薬局方でも規定されているイソプロパノール (isopropanol) という名称が用いられることもある。

## 特性
無色透明で芳香を帯びた液体で、可燃性であり、引火点 11.7℃（常温で引火する）、発火点460 ℃ である。ヒドロキシ基による水素結合性を持つことから水、アルコールなどの極性溶媒に溶ける。同時に、相対的に大きな疎水性基（イソプロピル基）を持つためにエーテルなどの非極性溶媒にも溶ける両親媒性を示す。またCH3CH(OH)-を構造中に持つためヨードホルム反応を示す。
酸化するとアセトン、還元するとプロパンとなる。メールワイン・ポンドルフ・バーレー還元、あるいはベンゾフェノンなどの光化学的還元反応において、還元剤兼溶媒としてはたらく。第二級アルコールは光の作用で空気中の酸素と反応して、微量ながら過酸化物として過酸化アセトンを生じる。環状イミドオキシム触媒などを用いて、積極的に酸化させて過酸化水素を製造する手法が研究されている。

## 用途

### 工業原料・有機溶剤
アセトン合成の中間原料やグリセリンの合成原料としても用いられる。キシレンなどの有機溶剤にくらべ環境負荷が小さく、印刷用・文具用インクの基材として利用されている。プラスチック（アクリル樹脂）やゴムを侵す場合もある。

### 消毒・清掃用品
医療機関で手指消毒剤として、エタノールと並び広く利用されている。エタノールと比べて殺菌できる菌種は少ないが安価である。エタノールに比べて、脱脂作用が強く、やや毒性と刺激性が強いため、手指や器具の消毒が目安である。（創傷面や損傷皮膚への使用や、内服は禁忌である）
湿式のVHSヘッドクリーナー、CD/DVD/BDレンズクリーナーのクリーニング液、複写機のガラスやコンタクトレンズの洗浄液として利用される。安価であること、油脂類をよく溶かすこと、速乾性であることなどから、機械部品の洗浄にも使用される。

### 酒税回避
「消毒用アルコールIP」は、消毒用アルコールの市場占有率で1位を持つ健栄製薬が、消毒用アルコールに添加物として2-プロパノールを混ぜたものを、消毒用アルコールより安価に販売した製品である。健栄製薬が自ら「消毒用エタノールIPには添加物としてイソプロパノールが含まれているため...酒税がかかりません」と解説したことから、2-プロパノールの添加が酒税を回避する目的で行われたものと広く認知されている。
実際には、消毒用アルコールは、アルコール事業法上の工業用アルコールを希釈した「特定アルコール」と考えられ、酒類原料への不正使用を防止する価格が加算されているためで酒税そのものではないとみられる。
ただし、酒税法第二条により、「「酒類」とは、アルコール分一度以上の飲料（薄めてアルコール分一度以上の飲料とすることができるもの（中略））をいう」とも定められている。したがって、1%以上のアルコールを含む飲用可能な液体は酒税法のいう酒類に当たるとの解釈もあり、統一した見解は得られていないとの報告もある。

### 燃料用水抜き剤
自動車等の燃料タンク内に入り込んだ水分を排出するための添加剤として、2-プロパノールを主成分としたものが利用されている。2-プロパノールは水と油分の両方に親和性があることから、混入した水分を燃料中に乳化させて燃焼室に送り、燃焼あるいは蒸発させて水分を排出する。この目的には親水性かつ親油性で水分を含んでいない物質であればよく、無水エタノールでも同様の効果がある。自動車のガソリンや軽油の燃料タンク、灯油の屋外設置型タンクで使用される。用途や商品によっては防錆剤やエンジン保護剤、イソブチルアルコール（軽油用）、黒煙防止剤（同）を混合している物もある。清浄剤やオクタン（軽油用はセタン）価向上剤なども含むものは、燃料添加剤に分類される。
燃料タンク内の水分には、タンクの中の空気に含まれる水分が気温の低下とともに結露してタンクの底に溜まるものがある。燃料タンクの蓋に小さな通気口が設けられていて、ガソリンを消費した分だけ外気も入り込んでくるため、水分の結露が発生しやすい。こうした水分がタンクに溜まることはタンク内壁の錆を招く可能性があるとして、水抜き剤が製品化された。
2-プロパノールをはじめとするアルコール類は、濃度が高い場合はゴムや樹脂（アクリル樹脂）を膨潤させて劣化させる性質を持つため、水抜き剤には燃料に対する添加濃度が指定されている。

## 製法
フーゼル油を分留することで得られる1-プロパノールとは異なり、プロピレンの水和反応（水分子付加反応）でほぼ100%生産されている。水和反応には2種類あり、日本国内では酸化タングステンや酸化チタンなどの金属酸化物を触媒として用いる直接水和法が多用されている。2000年の日本国内における生産量は15万tである。もう一つは硫酸化後に加水分解を行う間接水和法であり、世界的には間接水和法が主力である。間接水和法は、1920年に最初の工業的な合成が始まったときから採用されている伝統的な製法でもある。硫酸を媒介とする水和反応は求電子的付加反応の形式で進行する。
{\displaystyle {\ce {C3H6 + H2O -> CH3CH(OH)CH3}}}
日本国内における生産動態が「イソプロピルアルコール」の名称で経済産業省により集計されており、2014年度の生産量は16,476t、消費量は72tである。

## 関連する法規
- 労働安全衛生法
- 消防法
- 船舶安全法
- 航空法
- 医薬品、医療機器等の品質、有効性及び安全性の確保等に関する法律
- 特定化学物質の環境への排出量の把握等及び管理の改善の促進に関する法律